# Timișoara, orașul meu
Timișoara, orașul meu este un film românesc din 1989 regizat de Luiza Ciolac.